# Molophilus beri
Molophilus beri är en tvåvingeart som beskrevs av Günther Theischinger 1992. Molophilus beri ingår i släktet Molophilus och familjen småharkrankar. Inga underarter finns listade i Catalogue of Life.